# Microsoft PowerPoint
Microsoft PowerPoint ist ein Präsentationsprogramm des US-amerikanischen Unternehmens Microsoft.
PowerPoint gehört zum Microsoft-365-Abonnement und ist in der Desktop-Version für Windows und macOS, sowie in der mobilen Version als App für Android und iOS verfügbar. Die aktuelle Version für beide Betriebssysteme ist Microsoft PowerPoint 2024.

## Geschichte
Das Programm wurde 1984 bei der Firma Forethought, Inc. in Sunnyvale von Robert Gaskins, Dennis Austin und Tom Rudkin entwickelt und trug in dieser Phase den Namen Presenter.
Die erste Version erschien im April 1987 für Apple Macintosh-Computer (mit 512 KB RAM). Durch die Übernahme von Forethought, Inc. für 14 Millionen US-Dollar am 31. Juli 1987 erwarb Microsoft die Rechte an dem Programm. Die dann im Mai 1988 veröffentlichte Version 2.0 unterstützte erstmals Farben und wurde in mehrere Landessprachen lokalisiert. Die deutsche Sprachversion war ab dem 8. Dezember 1988 lieferbar.
Mit der Einführung von Windows 3.0 wurde die Version 2.0 von PowerPoint für Windows am 22. Mai 1990 ausgeliefert.

## Verbreitung
PowerPoint ist das am weitesten verbreitete Präsentationsprogramm. 2001 schrieb Ian Parker, dass PowerPoint auf rund 250 Millionen Computern installiert ist. Die Zahl der täglich stattfindenden PowerPoint-Präsentationen wurde im selben Jahr von Microsoft mit 30 Millionen angegeben. Edward Tufte schätzt, dass jährlich bis zu 100 Milliarden Folien erstellt werden. LaPorte et al. schätzten 2002, dass zu diesem Zeitpunkt 95 Prozent aller Präsentationen mit PowerPoint erstellt waren.
Inzwischen konkurriert PowerPoint auch mit dem quelloffenen LibreOffice bzw. auf Apple-Endgeräten mit Keynote. Im Unternehmenskontext entwickelt sich das webbasierte Präsentationsprogramm Google Präsentationen zur echten Alternative und konnte Microsoft Marktanteile abjagen, zu diesem Schluss kommt jedenfalls eine Studie des Marktforschungsunternehmens Nielsen: 2022 kommt Powerpoint in Deutschland noch auf einen Marktanteil von 85 %, wohingegen Google Präsentationen auf 9 % kommt. In den Vereinigten Staaten liegt der Marktanteil für das Produkt von Microsoft nur noch bei 80 %, während hier Google mit seinem Angebot bereits einen Marktanteil von 14 % erreichen kann. Die weiteren Produkte haben hier kaum Marktanteile.

## Konzepte

PowerPoint 3 für Windows (1992)

PowerPoint ist ein seitenorientiertes Programm. Für die einzelnen Seiten, auch Folien genannt, bestehen umfangreiche Gestaltungsmöglichkeiten. Sie reichen von der einfachen Textfolie über Folien mit Grafiken, Tabellen und Diagrammen bis hin zu Folien mit Multimedia-Inhalten wie Film und Sound. Grafiken können dabei sowohl in PowerPoint selbst mit verschiedenen Zeichenwerkzeugen erstellt als auch in Form von Bildern (in den Formaten PNG, JPG, GIF, TIF, BMP, EMF, SVG) oder Piktogrammen (derzeit 863 mitgelieferte Grafiken im SVG-Format) eingefügt werden. Ebenso ist es möglich, Audio- (zum Beispiel in den Formaten MP3, M4A, WMA und WAV) und Videodateien (zum Beispiel in den Formaten MP4, WMV, AVI, und MPG) zu integrieren.
Nachdem das Vorführen von Präsentationen mit Hilfe von Videoprojektoren (Beamern) oder Großbild-Monitoren die Verwendung von klassischen Folien auf Tageslichtprojektoren mehr und mehr verdrängte, spielen auch die Animationsmöglichkeiten in PowerPoint eine große Rolle (sie wurden in der Version 2002 für Windows bzw. v.X für Mac OS deutlich erweitert). Texte und Bilder lassen sich mit vielen verschiedenen Animationen in die einzelnen Folien einbinden. Der Wechsel zwischen den einzelnen Folien kann mit Folienübergangseffekten erfolgen.
Eine spezielle Bildschirmpräsentationsansicht ermöglicht es, nur den Inhalt der Folie auf die Leinwand zu projizieren, während auf dem Monitor als Übersicht (sogenannte Referentenansicht) die aktuelle und die nächste Folie sowie Notizen angezeigt werden. Dies wurde mit der Version 2004 in der Mac-Version eingeführt, nachdem Office v.X noch ein anderes Konzept für die Präsentationsansicht verfolgte. Dort wurde die in der gewöhnlichen PowerPoint-Bedienoberfläche aktuell am Monitor angezeigte Folie auf den Beamer als Vollbild übertragen, was den Vorteil hatte, dass Anpassungen an der Folie sofort an den Beamer übertragen werden konnten. Mit der 2004er-Version war dies nicht mehr möglich.

## Office-Implementierung
PowerPoint wird sowohl einzeln als auch als Teil der verschiedenen Microsoft-Office-Pakete verkauft. Mit jedem neuen Release der Office-Pakete wird auch eine neue Version von PowerPoint herausgegeben, die den gleichen Namen trägt.

## Programmierung und Automatisierung
PowerPoint lässt sich mittels VBA (Windows/Mac OS außer PowerPoint 2008) und AppleScript (nur Mac OS) automatisieren und erweitern. Das Konzept von VBA steht allerdings mit den XP-Nachfolgern zur Revision an. Mit PowerPoint 2008 wurde die VBA-Unterstützung für den Mac fallengelassen, mit PowerPoint 2011 aber wieder eingeführt.
Zudem ist die Windows-Version über .NET-Schnittstellen von externen Programmen automatisierbar, dazu existieren sogenannte „Interop“-Klassenbibliotheken.

## Anzeige der Präsentationen
Um die Präsentationen anzeigen zu können, muss PowerPoint vorhanden sein. Unter Windows, nicht unter Macintosh, kann auch der kostenlos erhältliche PowerPoint Viewer verwendet werden. Dieser ist bis zur Version 2003 von CD lauffähig, der PowerPoint Viewer 2007 muss installiert werden.
Oft ist es jedoch auch möglich, PowerPoint-Präsentationen mit LibreOffice, Apache OpenOffice oder Keynote anzusehen und zu bearbeiten. Allerdings werden dabei nicht immer alle neuen Funktionen der jeweiligen PowerPoint-Versionen unterstützt.

## Dateiformate
Nachdem Microsoft lange das proprietäre, nicht offen dokumentierte Format .ppt verwendete, werden die Präsentationen seit PowerPoint 2007 bzw. 2008 standardmäßig im Office Open XML-Format (.pptx) gespeichert. Die erstellten Präsentationen lassen sich auch als Webseiten (*.html) oder als einzelne Folien in den gängigsten Grafikformaten ausgeben.
Neben dem Standard-Präsentationsformat (.ppt bzw. .pptx und .pptm für Dateien mit Makros, letzteres nur Windows) wird häufig das Bildschirmpräsentationsformat (.pps bzw. .ppsx) verwendet, das der sofortigen Anzeige der Präsentation im Vollbildmodus dient. Zwischen den beiden Formaten besteht inhaltlich kein Unterschied; es werden die gleichen Informationen gespeichert. Zur Anzeige der Präsentationen muss entweder die Vollversion des Programms oder der kostenlose PowerPoint Viewer für Windows auf dem Computer vorhanden sein.
Alternativ lässt sich mit der Windows-Version von PowerPoint ab der Version 2003, mit der Option Verpacken für CD, eine Präsentations-CD erstellen. Dabei werden alle mit der Präsentation verlinkten Dateien zusammengefasst. Eine Option ermöglicht, eine Autostart-Datei sowie den PowerPoint Viewer mit auf die CD zu brennen. Dieser ist von der CD aus lauffähig und muss auf dem Zielrechner nicht installiert werden.
Für alte Versionen gibt es die „Pack & Go“-Funktion, mit der eine gepackte Datei kopiert und auf dem Zielrechner entpackt wird. Die gepackte Datei hat die Dateiendung .ppz und ist im ZIP-Format komprimiert.
Wird PowerPoint mit Hilfe von VBA automatisiert, werden diese Makros entweder innerhalb der einzelnen Präsentationsdatei gespeichert oder können als Add-in (Dateiendung .ppa bzw. .ppax) für alle Präsentationen die Funktionen von PowerPoint ergänzen.
Zur Vereinheitlichung des Erscheinungsbildes von Präsentationen, zum Beispiel zur Einhaltung eines Corporate Design, dienen Vorlagen mit den darin enthaltenen Mastern. Sie haben die Dateiendung .pot bzw. .potx oder .potm.

## App
Für PowerPoint wurde am 17. Dezember 2014 die erste iOS-App mit der Versionsnummer 1.4 lanciert. Es ist möglich, mit der App, die für das iPhone wie das iPad optimiert ist, vollständige Präsentationen zu erstellen oder zu editieren. Durch den Microsoft-Cloud-Dienst OneDrive können Präsentationen online abgespeichert werden und sind so von allen Geräten erreichbar. Es ist auch möglich, nur lokal eine neue Präsentation zu erstellen oder vorhandene zu speichern.
Mit der Version 1.6 wurde ebenfalls iCloud gekoppelt. Am 21. April 2015 erschien die erste Applikation für die Apple Watch. Es wurde möglich, die Präsentation vom Handgelenk aus zu steuern. Ist die App über Bluetooth oder WLAN mit einem Apple-TV Gerät verbunden, so können Präsentationen in der Referenten-Ansicht auf dem Abspielgerät angezeigt werden und auf dem verbundenen Bildschirm (TV-Gerät oder Beamer) präsentiert werden. Durch Wischen nach rechts lassen sich die einzelnen Folien wechseln und man kann direkt mit dem Finger auf die Folien zeichnen.

## Ähnliche Produkte
- Apache OpenOffice Impress
- LibreOffice Impress
- Presentations als Bestandteil der Softmaker-Office-Suite
- Apple iWork Keynote
- Google Präsentationen